# Archidiecezja La Platy
Archidiecezja La Platy (łac. Archidioecesis Platensis) – archidiecezja Kościoła rzymskokatolickiego w Argentynie.

## Historia
15 lutego 1897 papież Leon XIII bullą In Petri Cathedra erygował diecezję La Plata. Dotychczas wierni z tym terenów należeli do archidiecezji Buenos Aires.
20 kwietnia 1934 decyzją papieża Piusa XI wyrażoną w bulli Nobilis Argentinae nationis diecezja została podniesiona do rangi archidiecezji metropolitalnej.
Archidiecezja wielokrotnie traciła części swego terytorium na rzecz nowo powstających diecezji: Azul (1934), Bahía Blanca (1934), Mercedes (1934), San Nicolás de los Arroyos (1947), Lomas de Zamora (1957), Mar del Plata (1957), Morón (1957), San Isidro (1957), Avellaneda (1961), Quilmes (1976), Chascomús (1980).

## Ordynariusze
- Mariano Antonio Espinosa (1898–1900)
- Juan Nepomuceno Terrero y Escalada (1900–1921)
- Francisco Alberti (1921–1938)
- Juan Pascual Chimento (1938–1946)
- Tomás Juan Carlos Solari (1948–1954)
- Antonio José Plaza (1955–1985)
- Antonio Quarracino (1985–1990)
- Carlos Walter Galán Barry (1991–2000)
- Héctor Aguer (2000–2018)
- Victor Manuel Fernández (2018–2023)
- Gabriel Mestre (2023–2024)
- Gustavo Carrara (od 2024)